# Hasle (Bornholm)
Hasle is een plaats in de Deense regio Hovedstaden, gemeente Bornholm. De plaats telt 1755 inwoners (2009) en ligt 11 km ten noorden van Rønne.
Hasle is lange tijd een grote vissershaven geweest, maar is in de laatste decennia veranderd naar een recreatie omgeving. De kade wordt nu omgeven met vakantiehuisjes. Ten zuiden van de stad liggen twee rokerijen. Hier wordt de gevangen haring en zalm op ouderwetse wijze in een van de antieke rokerijen gerookt. De tweede fungeert als museum.

## Geschiedenis
Hasle is de kleinste koopstad van Bornholm en had in de negentiende eeuw geen andere bedrijvigheid dan de visserij. Het stadje had geen natuurlijke haven zoals men dit op de Noord-Bornholmse vissersdorpen tegenkomt. Hasle is van oorsprong een landbouw en mijnbouw omgeving. De koolmijn industrie werd wel in gang gezet, maar al vrij snel weer gestaakt, aangezien het niet winstgevend was. Ook de glasfabriek die bij de koolmijn lag was geen lang leven beschoren. Echter werd snel overgegaan op de aardewerkindustrie. Hasle Klinker en Chamotte steenfabriek groeiden snel uit tot winstgevende bedrijven. Deze industrie zorgde ruim vijftig jaar lang voor ongeveer zeshonderd gezinnen in West-Bornholm voor brood op de tafel. "Hasle klinker" heet nu HASLE Refractories A/S.
De wortelplantage in Hasle was van hoge kwaliteit en werd voor goed geld verkocht op de markt in Rønne. Dat kon echter niet gezegd worden van de Brandewijn. Deze was berucht en bleef dat, ondanks de verbeterde kwaliteit later. Dat kwam vooral door het gezegde over zaken die je in het leven moest vermijden:
Bornholms: Småsyjp, klatgjæjl og hâslabo ska enj vâra saj for.
Vertaling: Borreltjes, op de pof leven en Haslenaren dien je te vermijden.

## De haven
De haven van Hasle, is zoals gezegd, geen natuurlijk aangegroeide haven. Bij het delven van kolen uit de zeebodem aan de kust, werd een groot deel weg gegraven. Deze krater werd uiteindelijk de haven van Hasle. Werd deze in de negentiende eeuw en ver in de twintigste nog gebruikt voor de visserij, wordt sinds het einde van de twintigste eeuw vooral de toerist-vaart bediend. In 2000 werd besloten om vakantiehuizen te bouwen aan de kade. Dit heeft de haven van Hasle nieuw leven ingeblazen en komen jaarlijks vele toeristen met hun plezierjachten naar Hasle.

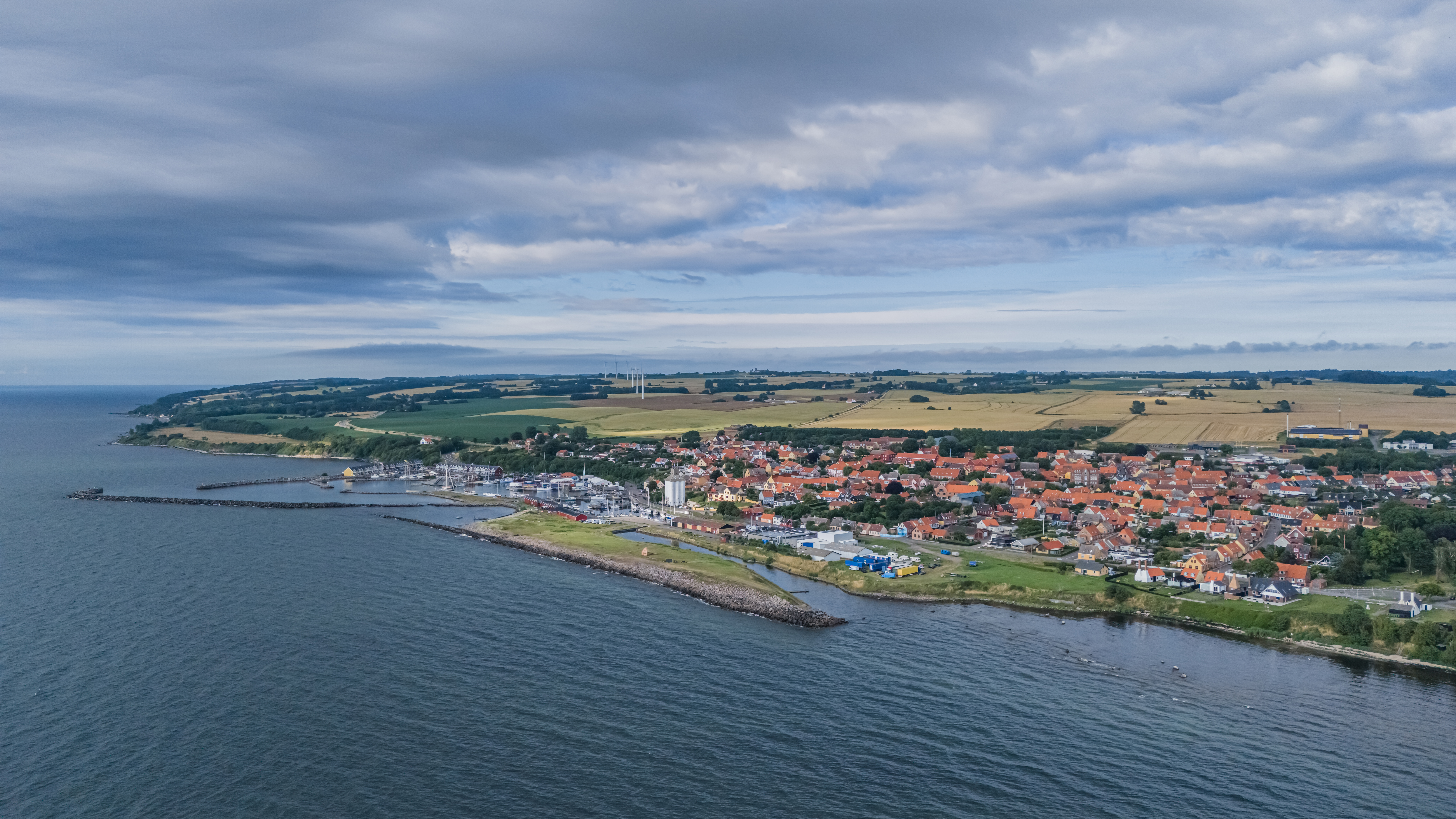
Haven in Hasle
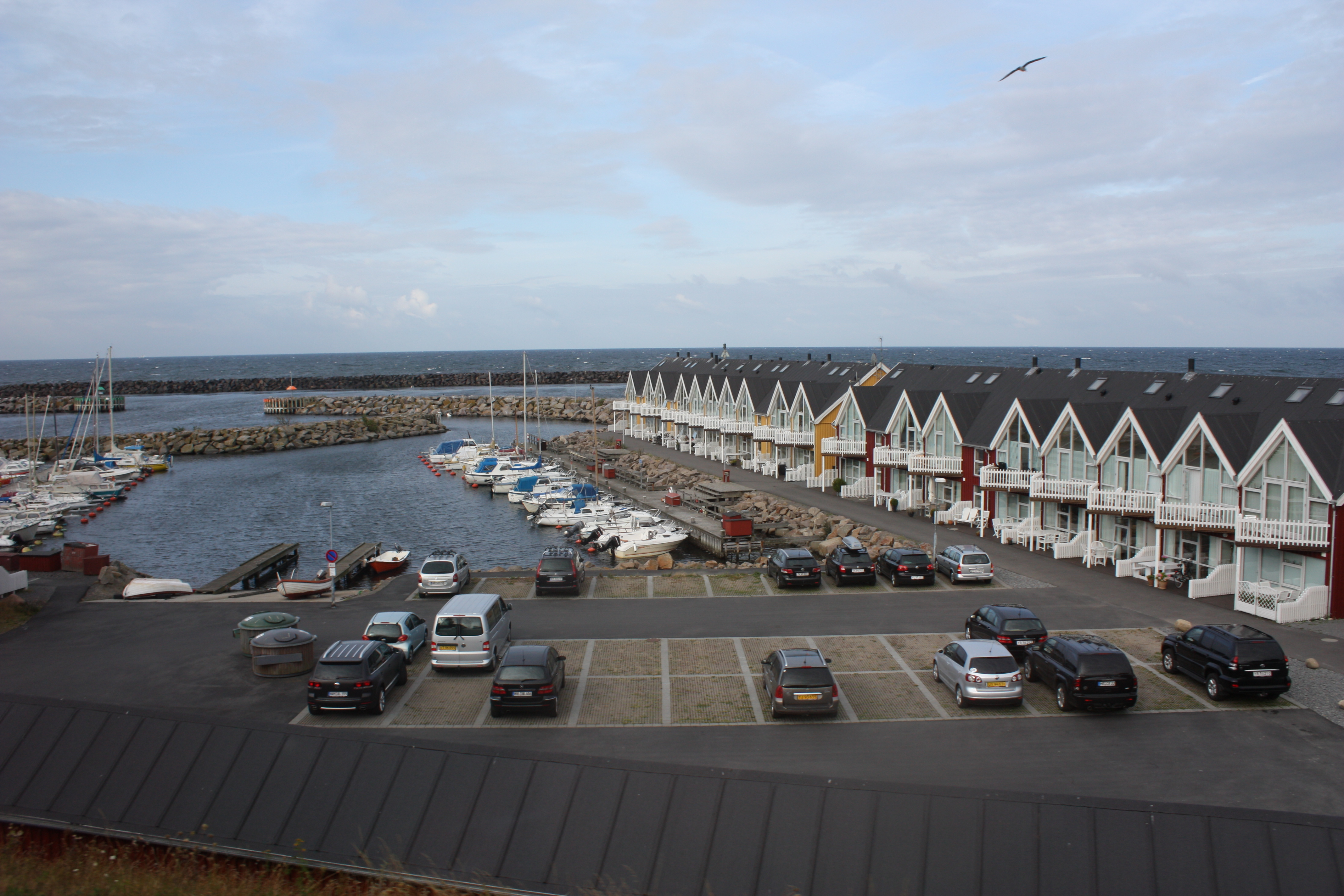
Haven in Hasle met vakantiewoningen

## Omgeving van Hasle
Ten zuiden hiervan ligt een uitgestrekt bos (Hasle Lystskov en skovstranden) van ca 10km lang dat grenst aan Rønne. Op de weg naar Rønne ligt het plaatsje Sorthat-Muleby. In het noorden liggen de vissersdorpen Teglkås en Helligpeder en Jons Kapel.

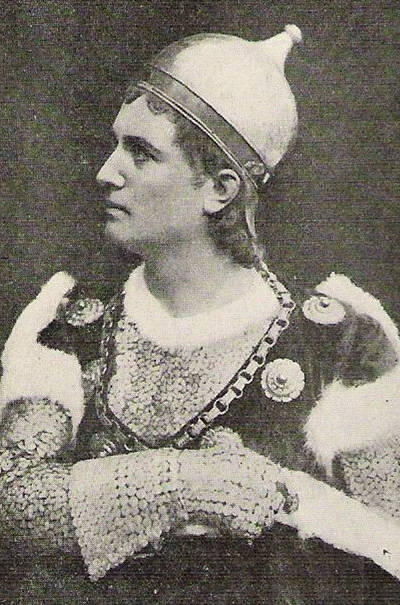
Componist en operazanger
Vilhelm Herold (1865-1937)
als Oluf in Axel Grandjeans opera met dezelfde naam in 1894

## Bekende Haslenaren
- Vilhelm Herold (1865–1937)
- Jens Pedersen Kofoed

## Attracties
- Karetmagergården (Carrosseriebouwer van oude rijtuigen)
- Hasle Haringrokerij.
- Grønbechs Gård, (een atelier voor Bornholmse kunst en kunsthandwerk).
- Het jaarlijkse Haringfeest.
- Hasle kirke dateert uit de vijftiende eeuw.
- Hasle haven, met de visserij en de pleziervaart.
- Rubinsøen; Het Robijnmeer is een groot meer dat werd gecreëerd in de jaren 1942-1948, waar er meer dan 30.000 tons bruinkool werd gedolven om het bedrijfsleven van fossiele brandstof te kunnen voorzien.

## Proosdij
Hasle hoort onder het West-Bornholms Proosdij welke onder het Bisdom Kopenhagen valt.

## Sport
Hoewel Hasle zelf een klein plaatsje is, heeft het wel een eigen sportvereniging. Deze werd op 22 maart 1905 opgericht en heet Hasle IF (Hasle Idrætsforening). In de Bornholmse Liga staan zij in 2010 de eerste plaats.

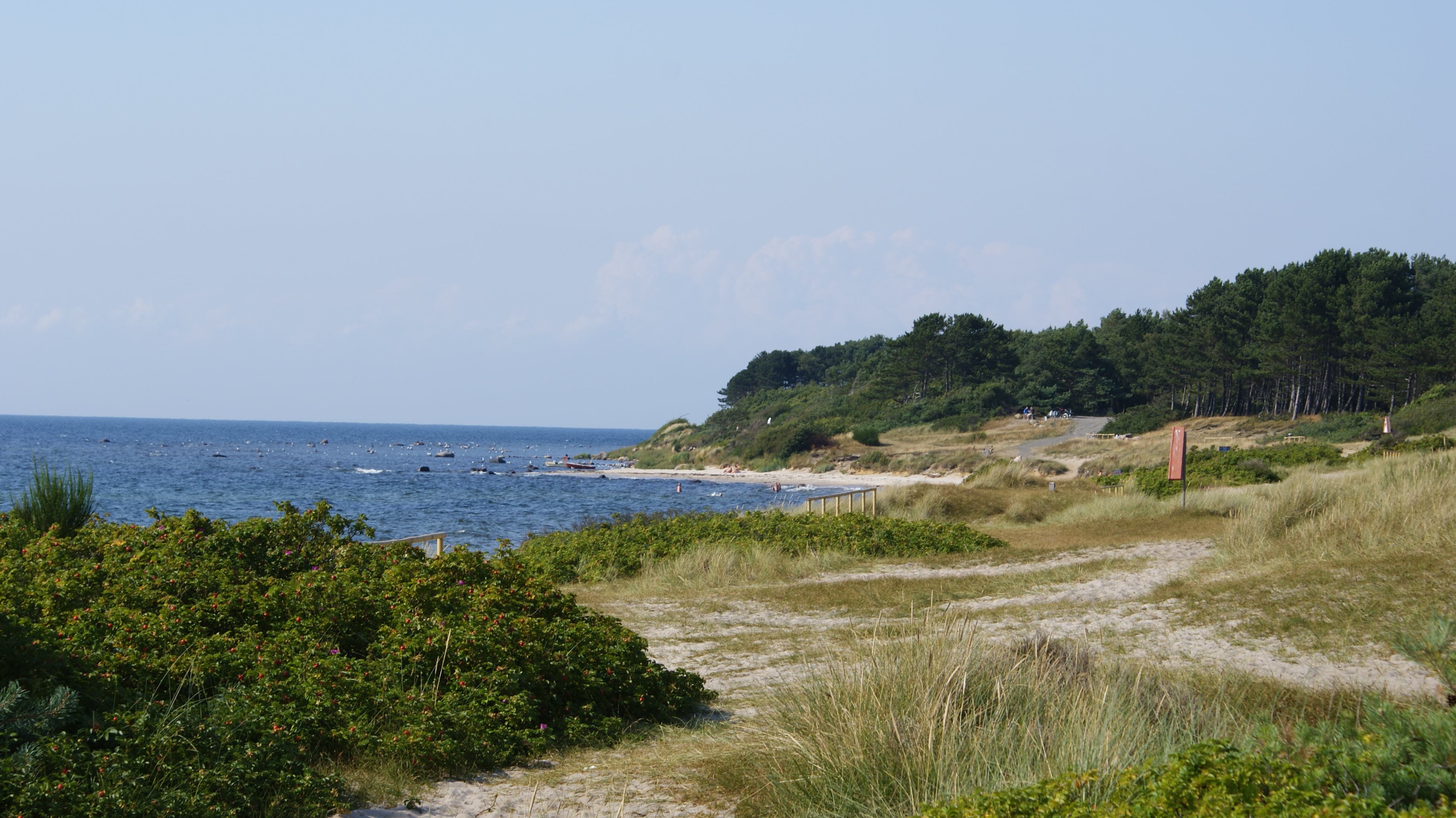
Strand in Hasle

## Omgeving
| "Omgeving op Bornholm" | "Omgeving op Bornholm" | "Omgeving op Bornholm" |
| ---------------------- | ---------------------- | ---------------------- |
| Oostzee                | Vang Allinge-Sandvig   | Olsker Tejn Sandkås Rø |
| Oostzee                |                        | Klemensker Årsballe    |
| Oostzee                | Sorthat-Muleby Rønne   | Nyker Vestermarie      |

Steden: Aakirkeby · Allinge-Sandvig · Hasle · Nexø · Rønne

Dorpen: Aarsdale · Balka · Gudhjem · Klemensker · Listed · Lobbæk · Nyker · Nylars · Østerlars · Østemarie · Pedersker · Snogebæk · Sorthat-Muleby · Svaneke · Tejn · Vestermarie

Buurtschappen: Arnager · Årsballe · Boderne · Bodilsker · Bølshavn · Dueodde · Helligpeder · Ibsker · Knudsker · Melsted · Olsker · Poulsker · Rø · Rutsker · Sandkås · Smørenge · Stenseby · Teglkås · Vang

Omgeving op en nabij Bornholm: Almindingen · Christiansø · Døndalen · Ekkodalen · Ertholmene · Frederiksø · Gryet · Hammeren · Paradisbakkerne · Rytterknægten · Stammershalle · Troldeskoven
- MusicBrainz: bdbeda9d-4b5e-4b7d-8bb7-0bdecbc8d323
- Virtual International Authority File: 237018812